# Sida marabaensis
Sida marabaensis är en malvaväxtart som beskrevs av H. da Costa Monteiro-filho. Sida marabaensis ingår i släktet sammetsmalvor, och familjen malvaväxter. Inga underarter finns listade i Catalogue of Life.